# 文水站
文水站，位于中华人民共和国山西省吕梁市文水县，是太中银铁路上的火车站，2011年1月11日正式营运，由中国铁路太原局集团太原车务段管辖。

## 歷史
- 2011年1月11日正式营运。
- 由于太中银铁路（山西段）开行“复兴号”动车组列车，本站于2021年3月24日至6月26日进行了提质改造工程[2]。

## 車站周邊
- 堡子学校

## 外部連結
- 中国铁路客户服务中心 （页面存档备份，存于）